# العلاقات السلوفاكية اللاوسية
العلاقات السلوفاكية اللاوسية هي العلاقات الثنائية التي تجمع بين سلوفاكيا ولاوس.

## مقارنة بين البلدين
هذه مقارنة عامة ومرجعية للدولتين:
| وجه المقارنة                                              | سلوفاكيا                                                       | لاوس        |
| --------------------------------------------------------- | -------------------------------------------------------------- | ----------- |
| المساحة (كم2)                                             | 49.03 ألف                                                      | 236.80 ألف  |
| عدد السكان (نسمة)                                         | 5.44 مليون                                                     | 6.86 مليون  |
| الكثافة السكانية (ن./كم²)                                 | 110.95                                                         | 28.97       |
| العاصمة                                                   | براتيسلافا                                                     | فيينتيان    |
| اللغة الرسمية                                             | اللغة السلوفاكية                                               | اللغة اللاو |
| العملة                                                    | كرونة سلوفاكية، يورو                                           | كيب لاوي    |
| الناتج المحلي الإجمالي (بليون دولار)                      | 95.77 مليار                                                    | 16.85 مليار |
| الناتج المحلي الإجمالي (تعادل القوة الشرائية) بليون دولار | 162.34 مليار                                                   | 38.71 مليار |
| الناتج المحلي الإجمالي الاسمي للفرد دولار أمريكي          | 16.09 ألف                                                      | 1.82 ألف    |
| الناتج المحلي الإجمالي للفرد دولار أمريكي                 | 30.46 ألف                                                      |             |
| مؤشر التنمية البشرية                                      | 0.844                                                          | 0.575       |
| رمز المكالمات الدولي                                      | +421                                                           | +856        |
| رمز الإنترنت                                              | .sk                                                            | .la         |
| المنطقة الزمنية                                           | توقيت وسط أوروبا، ت ع م+01:00، ت ع م+02:00، أوروبا/براتيسلافا ‏ | ت ع م+07:00 |

## منظمات دولية مشتركة
يشترك البلدان في عضوية مجموعة من المنظمات الدولية، منها:
| علم المنظمة | اسم المنظمة                        | تاريخ انضمام سلوفاكيا | تاريخ انضمام لاوس |
| ----------- | ---------------------------------- | --------------------- | ----------------- |
|             | مؤسسة التنمية الدولية              | 1993                  | 28 أكتوبر 1963    |
|             | يونسكو                             | 9 فبراير 1993         | 9 يوليو 1951      |
|             | وكالة ضمان الاستثمار متعدد الأطراف | 1993                  | 5 أبريل 2000      |
|             | الأمم المتحدة                      | 19 يناير 1993         | 14 ديسمبر 1955    |
|             | البنك الدولي للإنشاء والتعمير      | 1993                  | 5 يوليو 1961      |
|             | منظمة حظر الأسلحة الكيميائية       | ?                     | ?                 |
|             | مؤسسة التمويل الدولية              | 1993                  | 29 يناير 1992     |
|             | منظمة الشرطة الجنائية الدولية      | ?                     | ?                 |

## وصلات خارجية
- موقع وزارة الخارجية السلوفاكية
- موقع وزارة الخارجية اللاوسية